# Levante FC
A Levante FC egy már megszűnt labdarúgócsapat. A klubot 1909-ben alapították, 1939-ben szűnt meg. Székhelye Valencia volt. Utódja a Levante UD.

## Statisztika
| Szezon  | Osztály | Poz. | Copa del Rey |
| ------- | ------- | ---- | ------------ |
| 1929/30 | 3ª      | 2.   |              |
| 1930/31 | 3ª      | 6.   |              |
| 1931/32 | 3ª      | 1.   |              |
| 1932/33 | 3ª      | 4.   |              |
| 1933/34 | 3ª      | 5.   |              |
| 1934/35 | 2ª      | 3.   |              |
| 1935/36 | 2ª      | 3.   |              |

## Külső hivatkozások
- A Levante UD hivatalos weboldala (spanyolul) (katalánul)